# Église Saint-Étienne de Roquefeuil
L'église Saint-Étienne de Roquefeuil est une église située à Roquefeuil, dans le département français de l'Aude, en Occitanie.

## Localisation
L'église est située sur la commune de Roquefeuil, dans le département français de l'Aude.

## Historique
Le Portail occidental a été inscrit au titre des monuments historiques en 1952.